# Enrichetto Virginio Natta
Enrichetto Virginio Natta  (né le 10 janvier 1701 à Casale Monferrato  dans l'actuelle province d'Alexandrie au Piémont et mort le 29 juin 1768 à Alba) est un cardinal italien du XVIIIe siècle. Il est membre de l'ordre des Dominicains.

## Biographie
Enrichetto Virginio Natta est notamment professeur de théologie à l'université de Turin et provincial de son ordre en Lombardie. 
Il est nommé évêque d'Alba en 1750. 
Le pape Clément XIII le crée cardinal lors du consistoire du 23 novembre 1761. Il ne reçut jamais son titre.

### Sources
- Fiche du cardinal Enrichetto Virginio Natta sur le site fiu.edu